# Bob Allison
William Robert "Bob" Allison (né le 11 juillet 1934 à Raytown, Missouri, et mort le 9 avril 1995 à Rio Verde, États-Unis) était un joueur américain de baseball. Il fut voltigeur pour les Senators de Washington et les Twins du Minnesota de 1958 à 1970.